# Eisschnelllauf-Mehrkampfweltmeisterschaft 2011

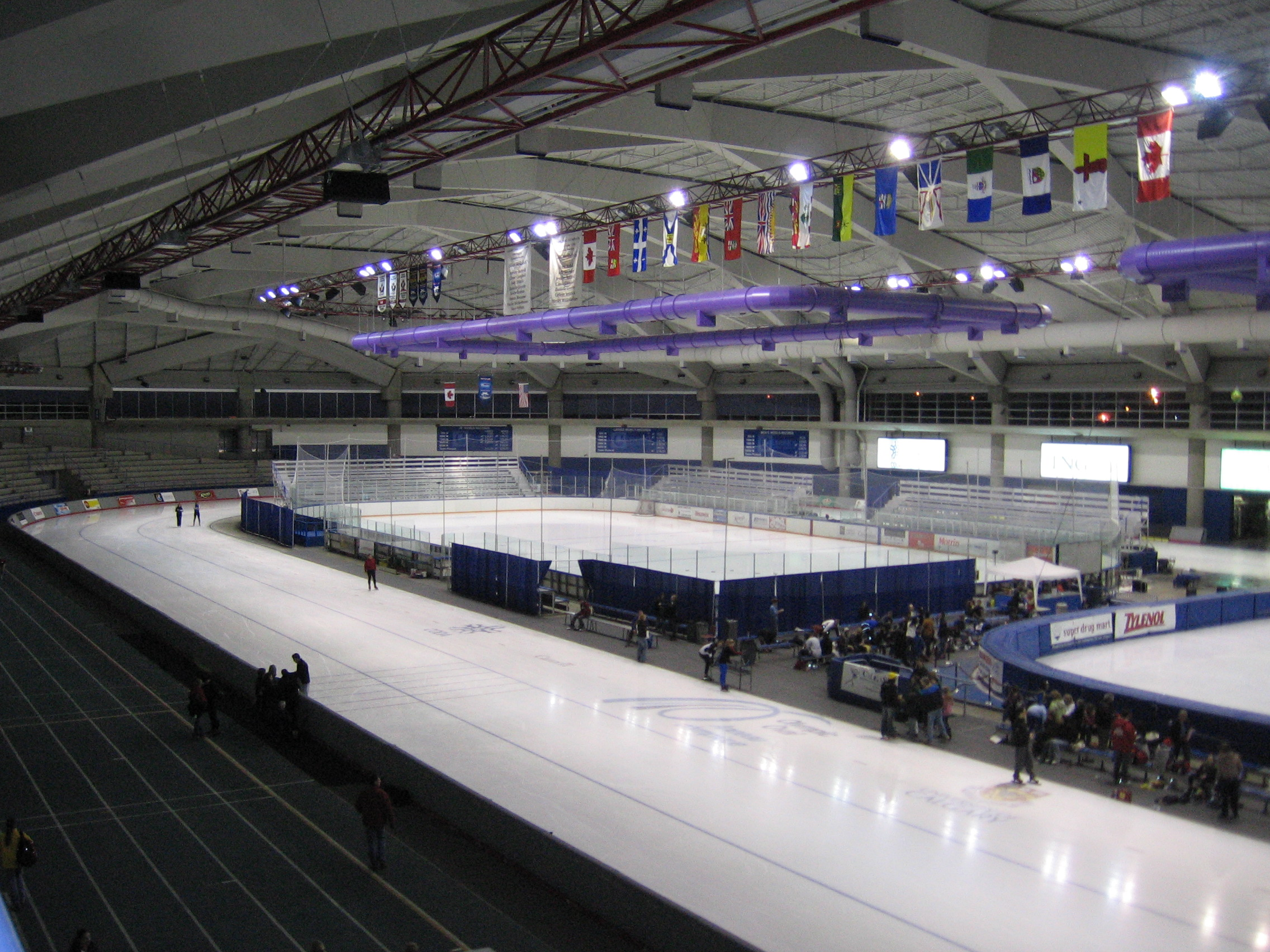
Olympic Oval in Calgary

Die 105. Mehrkampfweltmeisterschaft (69. der Frauen) fand vom 12. bis 13. Februar 2011 im kanadischen Calgary statt. Die Wettbewerbe wurden im Olympic Oval ausgetragen. Nach 1990 (nur Frauen), 1992 (nur Männer) und 2006 war Calgary zum vierten Mal Ausrichter der Mehrkampfweltmeisterschaft.
Bei den Frauen gewann Ireen Wüst nach 2007 zum zweiten Mal den Titel und erreichte außerdem in den letzten fünf Mehrkampf-Weltmeisterschaften immer das Podest. Über alle vier Distanzen erreichte Wüst ein Top-3-Resultat. Silber gewann Christine Nesbitt vor Vorjahressiegerin Martina Sáblíková. Sáblíková stürzte im abschließenden Rennen, verlor wichtige Sekunden und vergab so die sichere Silber- und mögliche Goldmedaille. Bei den Männern wurde Iwan Skobrew erstmals Mehrkampf-Weltmeister. Er siegte vor Håvard Bøkko und Jan Blokhuijsen.
Die DESG nominierte nur drei Athleten für die Weltmeisterschaft. Bei den Frauen traten Stephanie Beckert und Isabell Ost, bei den Männern Robert Lehmann gegen die internationale Konkurrenz an. Durch das schwache Abschneiden bei der Europameisterschaft konnten zunächst nur zwei Startplätze errungen werden, die ISU vergab aber später noch eine dritte Startberechtigung. Beckert gewann die Einzelstrecke über 5.000 m und wurde über 3.000 m Dritte, kam durch schwächere Ergebnisse in den Kurzdistanzen jedoch nicht über Platz 12 hinaus. Über 500 m und 5.000 m erzielte sie persönliche Bestzeiten. Ost erzielte über alle Distanzen persönliche Bestzeiten und wurde am Ende 18. Lehmann stürzte zum Auftakt über 500 m und spielte so in der Gesamtwertung keine Rolle.

## Teilnehmende Nationen
- 48 Athleten, 24 Frauen und Männer, nahmen an der Weltmeisterschaft teil.[3] Insgesamt waren 15 Nationen vertreten.[4]

| Teilnehmende Nationen (Frauen/Männer)                           | Teilnehmende Nationen (Frauen/Männer)                        | Teilnehmende Nationen (Frauen/Männer)                         | Teilnehmende Nationen (Frauen/Männer)                  |
| --------------------------------------------------------------- | ------------------------------------------------------------ | ------------------------------------------------------------- | ------------------------------------------------------ |
| Österreich (1/0) Kanada (4/3) Tschechien (2/0) Frankreich (0/1) | Deutschland (2/1) Italien (0/1) Japan (3/1) Kasachstan (0/1) | Niederlande (4/4) Neuseeland (0/1) Norwegen (3/3) Polen (1/2) | Russland (2/2) Schweden (0/1) Vereinigte Staaten (2/3) |

## Wettbewerb
Bei der Mehrkampfweltmeisterschaft geht es über jeweils vier Distanzen. Die Frauen laufen 500, 3.000, 1.500 und 5.000 Meter und die Männer 500, 5.000, 1.500 und 10.000 Meter. Jede gelaufene Einzelstreckenzeit wird in Sekunden auf 500 m heruntergerechnet und addiert. Die Summe ergibt die Gesamtpunktzahl. Zur letzten Distanz (5.000 m Frauen/10.000 m Männer) treten nur noch zwölf Teilnehmer an. Zugelassen werden Athleten, die sowohl in der Gesamtwertung nach drei Strecken als auch über die zweitlängste Distanz (3.000 m Frauen/5.000 m Männer) unter den besten 12 liegen und zusätzlich die bestplatzierten Athleten in der Gesamtwertung oder in der Einzelwertung über die zweitlängste Distanz. Meister wird, wer nach vier Strecken die niedrigste Gesamtpunktzahl erlaufen hat.

### Frauen

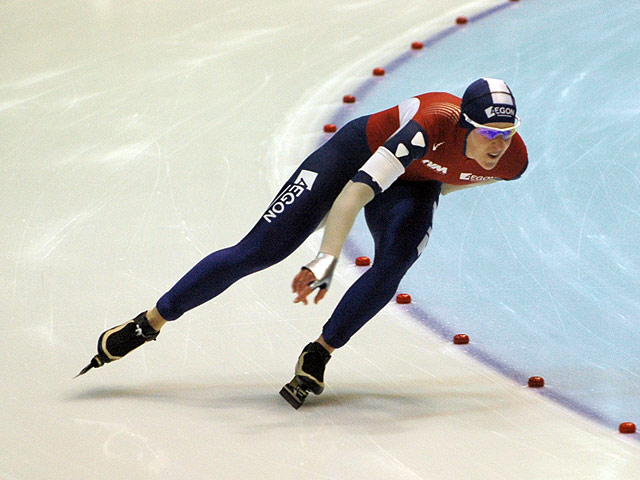
Mehrkampf-Weltmeisterin
Ireen Wüst

#### Endstand Kleiner-Vierkampf
- Zeigt die zwölf erfolgreichsten Sportlerinnen der Mehrkampf-WM (Finalteilnahme über 5.000 Meter)
  - Die Zahl in Klammern gibt die Platzierung je Einzelstrecke an, fett gedruckt die jeweils Schnellste.

| Rang | Name               | 500 Meter    | Pkt.   | 3.000 Meter          | Pkt.   | 1.500 Meter      | Pkt.   | 5.000 Meter      | Pkt.   | Gesamt- Punkte |
| ---- | ------------------ | ------------ | ------ | -------------------- | ------ | ---------------- | ------ | ---------------- | ------ | -------------- |
| 01   | Ireen Wüst         | 38,53 s (3)  | 38,530 | 3:58,01 min (2)      | 39,668 | 1:52,59 min (1)  | 37,530 | 6:55,85 min (2)  | 41,585 | 157,313        |
| 02   | Christine Nesbitt  | 37,72 s (1)  | 37,720 | 4:03,44 min (8)      | 40,573 | 1:53,22 min (2)  | 37,740 | 7:09,06 min (12) | 42,906 | 158,939        |
| 03   | Martina Sáblíková  | 39,49 s (14) | 39,490 | 3:55,55 min (1) (ER) | 39,258 | 1:55,61 min (8)  | 38,536 | 7:00,04 min (7)  | 42,004 | 159,288        |
| 04   | Marrit Leenstra    | 38,53 s (3)  | 38,530 | 4:02,74 min (7)      | 40,456 | 1:53,88 min (3)  | 37,960 | 7:06,74 min (10) | 42,674 | 159,620        |
| 05   | Cindy Klassen      | 39,25 s (10) | 39,250 | 4:02,55 min (6)      | 40,425 | 1:54,88 min (4)  | 38,293 | 6:59,54 min (6)  | 41,954 | 159,922        |
| 06   | Jorien Voorhuis    | 39,16 s (7)  | 39,160 | 4:04,43 min (12)     | 40,738 | 1:55,20 min (6)  | 38,400 | 6:59,23 min (5)  | 41,923 | 160,221        |
| 07   | Jilleanne Rookard  | 39,22 s (8)  | 39,220 | 4:04,15 min (10)     | 40,691 | 1:56,71 min (13) | 38,903 | 6:58,40 min (4)  | 41,840 | 160,654        |
| 08   | Diane Valkenburg   | 39,48 s (13) | 39,480 | 4:02,44 min (4)      | 40,406 | 1:55,54 min (7)  | 38,513 | 7:04,10 min (9)  | 42,410 | 160,809        |
| 09   | Brittany Schussler | 39,24 s (9)  | 39,240 | 4:04,23 min (11)     | 40,705 | 1:54,91 min (5)  | 38,303 | 7:07,05 min (11) | 42,705 | 160,953        |
| 10   | Eriko Ishino       | 40,28 s (18) | 40,280 | 4:03,59 min (9)      | 40,598 | 1:56,64 min (12) | 38,880 | 7:00,84 min (8)  | 42,084 | 161,842        |
| 11   | Masako Hozumi      | 40,74 s (22) | 40,740 | 4:02,52 min (5)      | 40,420 | 1:57,72 min (16) | 39,240 | 6:56,35 min (3)  | 41,635 | 162,035        |
| 12   | Stephanie Beckert  | 41,98 s (24) | 41,980 | 4:00,77 min (3)      | 40,128 | 1:58,53 min (20) | 39,510 | 6:49,51 min (1)  | 40,951 | 162,569        |

#### 500 Meter
| Platz | Name                  | Land               | Zeit    | Punkte |
| ----- | --------------------- | ------------------ | ------- | ------ |
| 01    | Christine Nesbitt     | Kanada             | 37,72 s | 37,720 |
| 02    | Karolína Erbanová     | Tschechien         | 38,22 s | 38,220 |
| 03    | Ireen Wüst            | Niederlande        | 38,53 s | 38,530 |
| 03    | Marrit Leenstra       | Niederlande        | 38,53 s | 38,530 |
| 05    | Jekaterina Lobyschewa | Russland           | 38,69 s | 38,690 |
| 06    | Hege Bøkko            | Norwegen           | 39,05 s | 39,050 |
| 07    | Jorien Voorhuis       | Niederlande        | 39,16 s | 39,160 |
| 08    | Jilleanne Rookard     | Vereinigte Staaten | 39,22 s | 39,220 |
| 09    | Brittany Schussler    | Kanada             | 39,24 s | 39,240 |
| 10    | Cindy Klassen         | Kanada             | 39,25 s | 39,250 |
|       |                       |                    |         |        |
| 19    | Isabell Ost           | Deutschland        | 40,45 s | 40,450 |
| 24    | Stephanie Beckert     | Deutschland        | 41,98 s | 41,980 |

#### 3.000 Meter
| Platz | Name              | Land               | Zeit             | Punkte |
| ----- | ----------------- | ------------------ | ---------------- | ------ |
| 01    | Martina Sáblíková | Tschechien         | 3:55,55 min (ER) | 39,258 |
| 02    | Ireen Wüst        | Niederlande        | 3:58,01 min      | 39,668 |
| 03    | Stephanie Beckert | Deutschland        | 4:00,77 min      | 40,128 |
| 04    | Diane Valkenburg  | Niederlande        | 4:02,44 min      | 40,406 |
| 05    | Masako Hozumi     | Japan              | 4:02,52 min      | 40,420 |
| 06    | Cindy Klassen     | Kanada             | 4:02,55 min      | 40,425 |
| 07    | Marrit Leenstra   | Niederlande        | 4:02,74 min      | 40,456 |
| 08    | Christine Nesbitt | Kanada             | 4:03,44 min      | 40,573 |
| 09    | Eriko Ishino      | Japan              | 4:03,59 min      | 40,598 |
| 10    | Jilleanne Rookard | Vereinigte Staaten | 4:04,15 min      | 40,691 |
|       |                   |                    |                  |        |
| 14    | Isabell Ost       | Deutschland        | 4:07,51 min      | 41,251 |

#### 1.500 Meter
| Platz | Name               | Land        | Zeit        | Punkte |
| ----- | ------------------ | ----------- | ----------- | ------ |
| 01    | Ireen Wüst         | Niederlande | 1:52,59 min | 37,530 |
| 02    | Christine Nesbitt  | Kanada      | 1:53,22 min | 37,740 |
| 03    | Marrit Leenstra    | Niederlande | 1:53,88 min | 37,960 |
| 04    | Cindy Klassen      | Kanada      | 1:54,88 min | 38,293 |
| 05    | Brittany Schussler | Kanada      | 1:54,91 min | 38,303 |
| 06    | Jorien Voorhuis    | Niederlande | 1:55,20 min | 38,400 |
| 07    | Diane Valkenburg   | Niederlande | 1:55,54 min | 38,513 |
| 08    | Martina Sáblíková  | Tschechien  | 1:55,61 min | 38,536 |
| 09    | Ida Njåtun         | Norwegen    | 1:56,25 min | 38,750 |
| 10    | Karolína Erbanová  | Tschechien  | 1:56,37 min | 38,790 |
|       |                    |             |             |        |
| 14    | Isabell Ost        | Deutschland | 1:56,72 min | 38,906 |
| 20    | Stephanie Beckert  | Deutschland | 1:58,53 min | 39,510 |

#### 5.000 Meter
| Platz | Name              | Land               | Zeit        | Punkte |
| ----- | ----------------- | ------------------ | ----------- | ------ |
| 01    | Stephanie Beckert | Deutschland        | 6:49,51 min | 40,951 |
| 02    | Ireen Wüst        | Niederlande        | 6:55,85 min | 41,585 |
| 03    | Masako Hozumi     | Japan              | 6:56,35 min | 41,635 |
| 04    | Jilleanne Rookard | Vereinigte Staaten | 6:58,40 min | 41,840 |
| 05    | Jorien Voorhuis   | Niederlande        | 6:59,23 min | 41,923 |
| 06    | Cindy Klassen     | Kanada             | 6:59,54 min | 41,954 |
| 07    | Martina Sáblíková | Tschechien         | 7:00,04 min | 42,004 |
| 08    | Eriko Ishino      | Japan              | 7:00,84 min | 42,084 |
| 09    | Diane Valkenburg  | Niederlande        | 7:04,10 min | 42,410 |
| 10    | Marrit Leenstra   | Niederlande        | 7:06,74 min | 42,674 |

### Männer

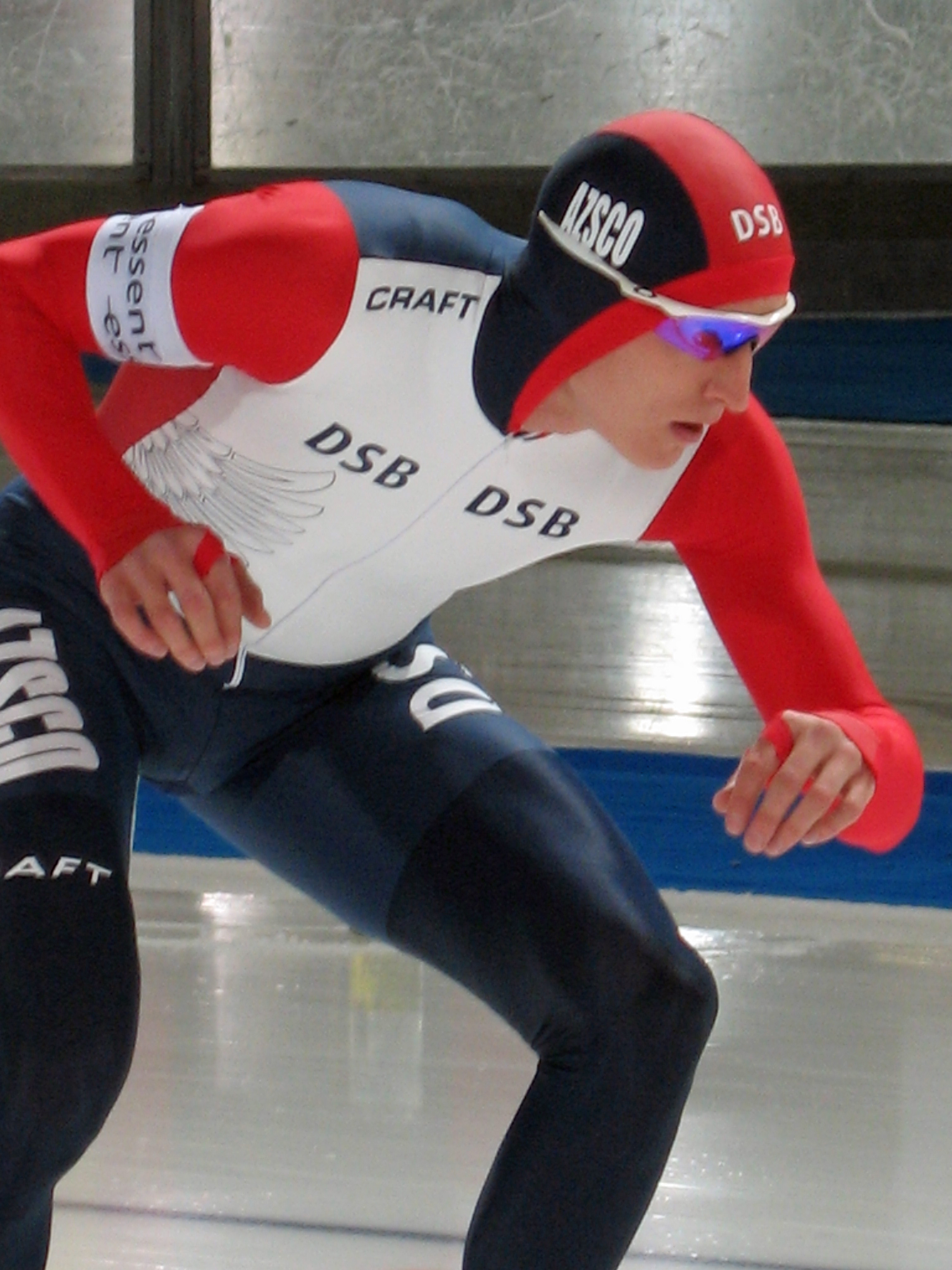
Mehrkampf-Weltmeister
Iwan Skobrew

#### Endstand Großer-Vierkampf
- Zeigt die zwölf erfolgreichsten Sportler der Mehrkampf-WM (Finalteilnahme über 10.000 Meter)
  - Die Zahl in Klammern gibt die Platzierung je Einzelstrecke an, fett gedruckt der jeweils Schnellste.

| Rang | Name               | 500 Meter        | Pkt.   | 5.000 Meter      | Pkt.   | 1.500 Meter      | Pkt.   | 10.000 Meter      | Pkt.   | Gesamt- Punkte |
| ---- | ------------------ | ---------------- | ------ | ---------------- | ------ | ---------------- | ------ | ----------------- | ------ | -------------- |
| 01   | Iwan Skobrew       | 35,90 s (7)      | 35,900 | 6:10,99 min (1)  | 37,099 | 1:42,94 min (1)  | 34,313 | 12:58,36 min (2)  | 38,918 | 146,230        |
| 02   | Håvard Bøkko       | 35,90 s (7)      | 35,900 | 6:12,98 min (3)  | 37,298 | 1:43,55 min (5)  | 34,516 | 12:53,89 min (1)  | 38,694 | 146,408        |
| 03   | Jan Blokhuijsen    | 35,59 s (4)      | 35,590 | 6:14,18 min (4)  | 37,418 | 1:43,78 min (6)  | 34,593 | 13:00,04 min (3)  | 39,002 | 146,603        |
| 04   | Koen Verweij       | 35,64 s (5)      | 35,640 | 6:12,20 min (2)  | 37,220 | 1:43,92 min (7)  | 34,640 | 13:08,97 min (5)  | 39,448 | 146,948        |
| 05   | Jonathan Kuck      | 35,97 s (9)      | 35,970 | 6:17,88 min (8)  | 37,788 | 1:43,12 min (2)  | 34,373 | 13:11,24 min (6)  | 39,562 | 147,693        |
| 06   | Brian Hansen       | 35,33 s (2)      | 35,330 | 6:19,14 min (9)  | 37,914 | 1:43,35 min (3)  | 34,450 | 13:24,11 min (9)  | 40,205 | 147,899        |
| 07   | Shani Davis        | 35,08 s (1) (CR) | 35,080 | 6:23,58 min (14) | 38,358 | 1:43,45 min (4)  | 34,483 | 13:19,59 min (8)  | 39,979 | 147,900        |
| 08   | Wouter Olde Heuvel | 36,41 s (12)     | 36,410 | 6:17,45 min (6)  | 37,745 | 1:44,24 min (8)  | 34,746 | 13:17,75 min (7)  | 39,887 | 148,788        |
| 09   | Shane Dobbin       | 37,59 s (23)     | 37,590 | 6:15,69 min (5)  | 37,569 | 1:46,61 min (18) | 35,536 | 13:06,17 min (4)  | 39,308 | 150,003        |
| 10   | Renz Rotteveel     | 36,49 s (13)     | 36,490 | 6:20,25 min (10) | 38,025 | 1:45,34 min (13) | 35,113 | 13:33,94 min (10) | 40,697 | 150,325        |
| 11   | Alexis Contin      | 36,66 s (17)     | 36,660 | 6:17,71 min (7)  | 37,772 | 1:45,31 min (12) | 35,103 | 13:36,91 min (11) | 40,845 | 150,380        |
| 12   | Lucas Makowsky     | 35,76 s (6)      | 35,760 | 6:26,73 min (15) | 38,673 | 1:44,74 min (10) | 34,913 | 13:53,71 min (12) | 41,685 | 151,031        |

#### 500 Meter
| Platz | Name                | Land               | Zeit         | Punkte |
| ----- | ------------------- | ------------------ | ------------ | ------ |
| 01    | Shani Davis         | Vereinigte Staaten | 35,08 s (CR) | 35,080 |
| 02    | Brian Hansen        | Vereinigte Staaten | 35,33 s      | 35,330 |
| 03    | Konrad Niedźwiedzki | Polen              | 35,35 s      | 35,350 |
| 04    | Jan Blokhuijsen     | Niederlande        | 35,59 s      | 35,590 |
| 05    | Koen Verweij        | Niederlande        | 35,64 s      | 35,640 |
| 06    | Lucas Makowsky      | Kanada             | 35,76 s      | 35,760 |
| 07    | Iwan Skobrew        | Russland           | 35,90 s      | 35,900 |
| 07    | Håvard Bøkko        | Norwegen           | 35,90 s      | 35,900 |
| 09    | Jonathan Kuck       | Vereinigte Staaten | 35,97 s      | 35,970 |
| 10    | Joel Eriksson       | Schweden           | 36,08 s      | 36,080 |
|       |                     |                    |              |        |
|       | Robert Lehmann      | Deutschland        | DNF          |        |

#### 5.000 Meter
| Platz | Name               | Land               | Zeit        | Punkte |
| ----- | ------------------ | ------------------ | ----------- | ------ |
| 01    | Iwan Skobrew       | Russland           | 6:10,99 min | 37,099 |
| 02    | Koen Verweij       | Niederlande        | 6:12,20 min | 37,220 |
| 03    | Håvard Bøkko       | Norwegen           | 6:12,98 min | 37,298 |
| 04    | Jan Blokhuijsen    | Niederlande        | 6:14,18 min | 37,418 |
| 05    | Shane Dobbin       | Neuseeland         | 6:15,69 min | 37,569 |
| 06    | Wouter Olde Heuvel | Niederlande        | 6:17,45 min | 37,745 |
| 07    | Alexis Contin      | Frankreich         | 6:17,72 min | 37,772 |
| 08    | Jonathan Kuck      | Vereinigte Staaten | 6:17,88 min | 37,788 |
| 09    | Brian Hansen       | Vereinigte Staaten | 6:19,14 min | 37,914 |
| 10    | Renz Rotteveel     | Niederlande        | 6:20,25 min | 38,025 |
|       |                    |                    |             |        |
| 16    | Robert Lehmann     | Deutschland        | 6:29,72 min | 38,972 |

#### 1.500 Meter
| Platz | Name               | Land               | Zeit        | Punkte |
| ----- | ------------------ | ------------------ | ----------- | ------ |
| 01    | Iwan Skobrew       | Russland           | 1:42,94 min | 34,313 |
| 02    | Jonathan Kuck      | Vereinigte Staaten | 1:43,12 min | 34,373 |
| 03    | Brian Hansen       | Vereinigte Staaten | 1:43,35 min | 34,450 |
| 04    | Shani Davis        | Vereinigte Staaten | 1:43,45 min | 34,483 |
| 05    | Håvard Bøkko       | Norwegen           | 1:43,55 min | 34,516 |
| 06    | Jan Blokhuijsen    | Niederlande        | 1:43,78 min | 34,593 |
| 07    | Koen Verweij       | Niederlande        | 1:43,92 min | 34,640 |
| 08    | Wouter Olde Heuvel | Niederlande        | 1:44,24 min | 34,746 |
| 09    | Mathieu Giroux     | Kanada             | 1:44,30 min | 34,766 |
| 10    | Lucas Makowsky     | Kanada             | 1:44,74 min | 34,913 |
|       |                    |                    |             |        |
| 17    | Robert Lehmann     | Deutschland        | 1:46,57 min | 35,523 |

#### 10.000 Meter
| Platz | Name               | Land               | Zeit         | Punkte |
| ----- | ------------------ | ------------------ | ------------ | ------ |
| 01    | Håvard Bøkko       | Norwegen           | 12:53,89 min | 38,694 |
| 02    | Iwan Skobrew       | Russland           | 12:58,36 min | 38,918 |
| 03    | Jan Blokhuijsen    | Niederlande        | 13:00,04 min | 39,002 |
| 04    | Shane Dobbin       | Neuseeland         | 13:06,17 min | 39,308 |
| 05    | Koen Verweij       | Niederlande        | 13:08,97 min | 39,448 |
| 06    | Jonathan Kuck      | Vereinigte Staaten | 13:11,24 min | 39,562 |
| 07    | Wouter Olde Heuvel | Niederlande        | 13:17,75 min | 39,887 |
| 08    | Shani Davis        | Vereinigte Staaten | 13:19,59 min | 39,979 |
| 09    | Brian Hansen       | Vereinigte Staaten | 13:24,11 min | 40,205 |
| 10    | Renz Rotteveel     | Niederlande        | 13:33,94 min | 40,697 |